# Un ramito de violetas (canción)
«Un ramito de violetas» es el título de una canción compuesta por la cantautora Española Cecilia, publicada en 1974.

## Descripción
Editado como sencillo antes de la aparición del álbum homónimo, se trata de uno de los temas más populares de Cecilia. Basado en un cuento que la propia Cecilia comenzó a escribir siendo una adolescente, es una canción profundamente nostálgica, que canta a la preservación del amor incluso tras muchos años de convivencia en pareja.

La canción ha sido muy comentada por los laísmos presentes en su letra.
La canción trata sobre una mujer casada que recibe flores y poemas anualmente de un admirador secreto. Al final se desvela que el admirador es el propio marido, que lo hace por hacer feliz a su esposa.

## Versiones
En 1979 el cantante italoargentino Gian Franco Pagliaro es uno de los primeros en versionar esta canción, incluyéndola en su disco El tiempo pasa...
El tema ha sido interpretado, en versión flamenco, por Manzanita (1981). Igualmente aflamencada son las versiones de Bordón 4 y Pastora Soler.
En 1983 el cantante israelí David Broza también hizo su correspondiente versión en hebreo.
En 1985 el cantante chileno Zalo Reyes realizó una versión de esta canción incluyéndola en su disco Amor sin trampas. Dicha versión fue un éxito en su natal Chile, llegando al punto de ser la canción más famosa de su repertorio y la versión más popular en dicho país.
En 1985 el cantante argentino La Mona Jiménez interpretó el tema incluyéndola en su disco Gracias a Dios.
En 1987 el cantante y tenista chileno-palestino Salvador Saffie hizo una versión que presentó en vivo en Radio Moscú dedicada a los compatriotas en el exilio.
Versionada por la banda La Década Prodigiosa en su elepé Los años 70 por... La Década Prodigiosa (1987).
En 1987 la actriz y cantante mexicana Erika Buenfil la incluye en uno de sus discos.
En 1993 Mi Banda El Mexicano hace su versión incluyéndola en su álbum Mi historia.
Fue interpretada por Pablo Milanés y Víctor Manuel  en el elepé En blanco y negro (1995).
También cuenta con su propia versión la cantante uruguaya Natalia Oreiro en 2001.
En el elepé de homenaje Desde que tú te has ido (1996), es interpretada por Julio Iglesias, con la voz de Cecilia superpuesta.
En 2004 la cantante española Lolita realiza la versión para Nuestra mejor canción de Televisión Española.
En 2006, la banda chilena Guachupé incluyó una reversión en su disco En vivo Sala Master.
En 2010 Soledad Giménez hizo una versión con influencias de jazz.
Los Olestar tienen una interpretación punk rock.
En 2015 los Sementales de Playa Ancha tocan esta canción en versión cumbia ranchera, presentada en su disco homenaje a Zalo Reyes
En 2019, la cantante española Rebe realiza una versión incluida en su álbum recuerdos de cuando me aplastó una roca y me morí